# デビルスピーク
『デビルスピーク』（原題：Evilspeak）は、1981年に公開されたアメリカ合衆国のホラー映画。

## ストーリー
いじめの標的にされていた陸軍士官学校の生徒スタンリーが、学校の敷地内の教会の地下で偶然、中世の聖職者が行ったといわれる悪魔崇拝の痕跡を発見。
さらに、得意とするコンピューターの力を借りて悪魔を呼び出し、いじめっ子に仕返しする。

## キャスト
| 役名                       | 俳優                         | 日本語吹替 |
| -------------------------- | ---------------------------- | ---------- |
| スタンリー・クーパースミス | クリント・ハワード           | 塩屋翼     |
| 軍曹                       | R・G・アームストロング       | 藤本譲     |
| ジェームソン牧師           | ジョー・コルテーゼ           | 納谷六朗   |
| コーチ                     | クロード・アール・ジョーンズ | 峰恵研     |
| コワルスキー               | ヘイウッド・ネルソン         | 小野健一   |
| ババ                       | ドン・スターク               | 鈴置洋孝   |
| キンケイド大佐             | チャールズ・タイナー         | 北村弘一   |
| ハウプトマン               | ハミルトン・キャンプ         | 石井敏郎   |
| ジョジョ                   | ルーイー・グラヴァンス       | 古田信幸   |
| オックス                   | ジム・グリーンリーフ         | 安西正弘   |
| フリードメイヤー           | リン・ハンコック             | 横尾まり   |
| チャーリー                 | ローレン・レスター           | 堀内賢雄   |
| ケリー                     | キャシー・マッカレン         | 岡本麻弥   |
| ジェイク                   | レニー・モンタナ             | 加藤正之   |
| エステバン神父             | リチャード・モール           | 青野武     |
| コードウェル夫人           | スー・ケイシー               | 沢田敏子   |
| 老司祭                     | ロバート・タファー           | 千葉耕市   |

- 日本語吹替：1986年6月30日 TBS『月曜ロードショー』放映版。※DVD収録

## スタッフ
- 監督：エリック・ウェストン
- 製作：シルヴィオ・タベット、エリック・ウェストン
- 製作総指揮：シルヴィオ・タベット
- 脚本：ジョゼフ・ガロファロ、エリック・ウェストン
- 原案：ジョゼフ・ガロファロ
- 撮影：アーヴ・グッドノフ
- 音楽：ロジャー・ケラウェイ
- 編集：チャールズ・テトニ
- 美術：ジョージ・コステロ、ディーナ・ロス
- 特殊メイクアップ：アラン・アポーン、ダグラス・ホワイト、フランク・カリンサ
- 特殊効果：ハリー・ウールマン、ジョン・カーター
- 製作会社：レジャー・インヴェストメント・コーポレーション、コロネット・フィルムズ
- 本国配給：モレノ・カンパニー
- 海外配給：ワーナー・ブラザース

日本語版スタッフ
字幕版
- 劇場版字幕：岡枝慎二
- DVD版字幕：落合寿和

吹替版
- プロデューサー：上田正人
- 演出：伊達康将
- 翻訳：岩本令
- 制作：東北新社/TBS

## 製作
当初、ジョゼフ・ガロファロによって書かれた脚本の題名はThe Foundlingだった。当時俳優活動などをしながら監督デビューの機会を探っていたエリック・ウェストンは、日本製マイコンの広告を見てアイデアが浮かんだ。そして彼は、半年間コンピューターと悪魔崇拝について調べ、ガロファロと共にThe Foundlingのストーリーを練り直し、本作の脚本を完成させた。
プロデューサーのシルヴィオ・タベットと、医師のグループから半分ずつ投資を受け、100万ドルの予算を得た。
撮影は3週間かけて行われ、サンタバーバラの修道院、ロサンゼルスのサウスセントラルにある廃教会で撮影された。廃教会は映画撮影のために改装され、教会で働いていた牧師がその外観を見て、祈りをささげることもあったという。3日後、教会はクライマックスの撮影で焼け落ちた。作中の悪魔召喚プログラムは、2週間かけてコンピューター会社の技師が作り上げたものである。
サタン教会の開祖であるアントン・ラヴェイは、非常にサタニックな映画だと絶賛した。